# Диле (Люблінське воєводство)
Диле (пол. Dyle) — село в Польщі, у гміні Білгорай Білґорайського повіту Люблінського воєводства. Населення — 178 осіб (2011).

## Історія
За даними етнографічної експедиції 1869—1870 років під керівництвом Павла Чубинського, у селі переважно проживали українськомовні греко-католики, меншою мірою — польськомовні римо-католики.
У 1975—1998 роках село належало до Замойського воєводства.

## Демографія
Демографічна структура станом на 31 березня 2011 року:
|          | Загалом | Допрацездатний вік | Працездатний вік | Постпрацездатний вік |
| -------- | ------- | ------------------ | ---------------- | -------------------- |
| Чоловіки | 91      | 15                 | 65               | 11                   |
| Жінки    | 87      | 13                 | 47               | 27                   |
| Разом    | 178     | 28                 | 112              | 38                   |